# ハワイ島
ハワイ島（ハワイとう、英語: Island of Hawai‘i、Hawaiʻi Island）は、ハワイ諸島を形成する、太平洋上の島の一つ。ハワイ諸島のみで構成されるアメリカ合衆国ハワイ州に属する。ハワイ諸島で最大の島であることから、「ビッグアイランド」（"The Big Island" ）の愛称でも呼ばれる。面積は10,432.5 km2で青森県や岐阜県とほぼ同じで、沖縄本島の約8倍である。
なお、島の名は日本語では「ハワイ（島）」で通っているが、丁寧に発音した英語では [həˈwaɪ.i:] 「ハワイイー」であり、最後の ʻi も明確に発音されて、ハワイ州ではハワイ語発音に近く「ハヴァイイ」という人も多い。

## 概要
人口は200,629人（2020年国勢調査）と、ハワイ州の島としてはオアフ島に次ぐ。また、同島東岸の都市・ヒロは、日系移民によって開発された都市である。ヒロは、歴史的に津波によって数度壊滅的被害を受けた経験から、太平洋津波博物館が設置されており、津波に関する研究が行われている。
ハワイ島内の南西にある町キャプテン・クックは、ヨーロッパ人として始めてハワイを「発見した」キャプテン・クックことジェームズ・クックがハワイの原住民に殺害された場所であり、ケアラケクア湾にはその記念碑がある。
また、ハワイ王朝を統一したカメハメハ大王の出身地も島内にあり、ホノルルのイオラニ宮殿前にあるのと同様の銅像が、同島東岸の都市ヒロと、同島北端のハヴィ（カメハメハ大王の出生地）に各1体ずつある。

## 地質と地理

ハワイ島を構成する5つの楯状火山

ハワイ島は、ホットスポット上にあることから活発な火山活動が起きてきた。島は5つの楯状火山で構成されていて、互いに噴火期間が重なり合いながら、順番に噴火した。5つの火山は活動順に、コハラ（死火山）、マウナ・ケア（休火山）、フアラーライ（休火山）、マウナ・ロア（活火山）、キラウエア（活火山）である。これらのうちマウナ・ロアの一部とキラウエアがハワイ火山国立公園に含まれる。マウナ・ロアの南麓と西麓に露出する古い熔岩からの地質学的証拠の解釈により、ニノレとクラニ (Kulani) と名づけられた2つの古代の楯状火山がより新しいマウナ・ロアによって埋められているという説が提唱されたことがある。地質学者たちは現在これらの「露頭」がマウナ・ロアが初期に成長した部分であると考えている。

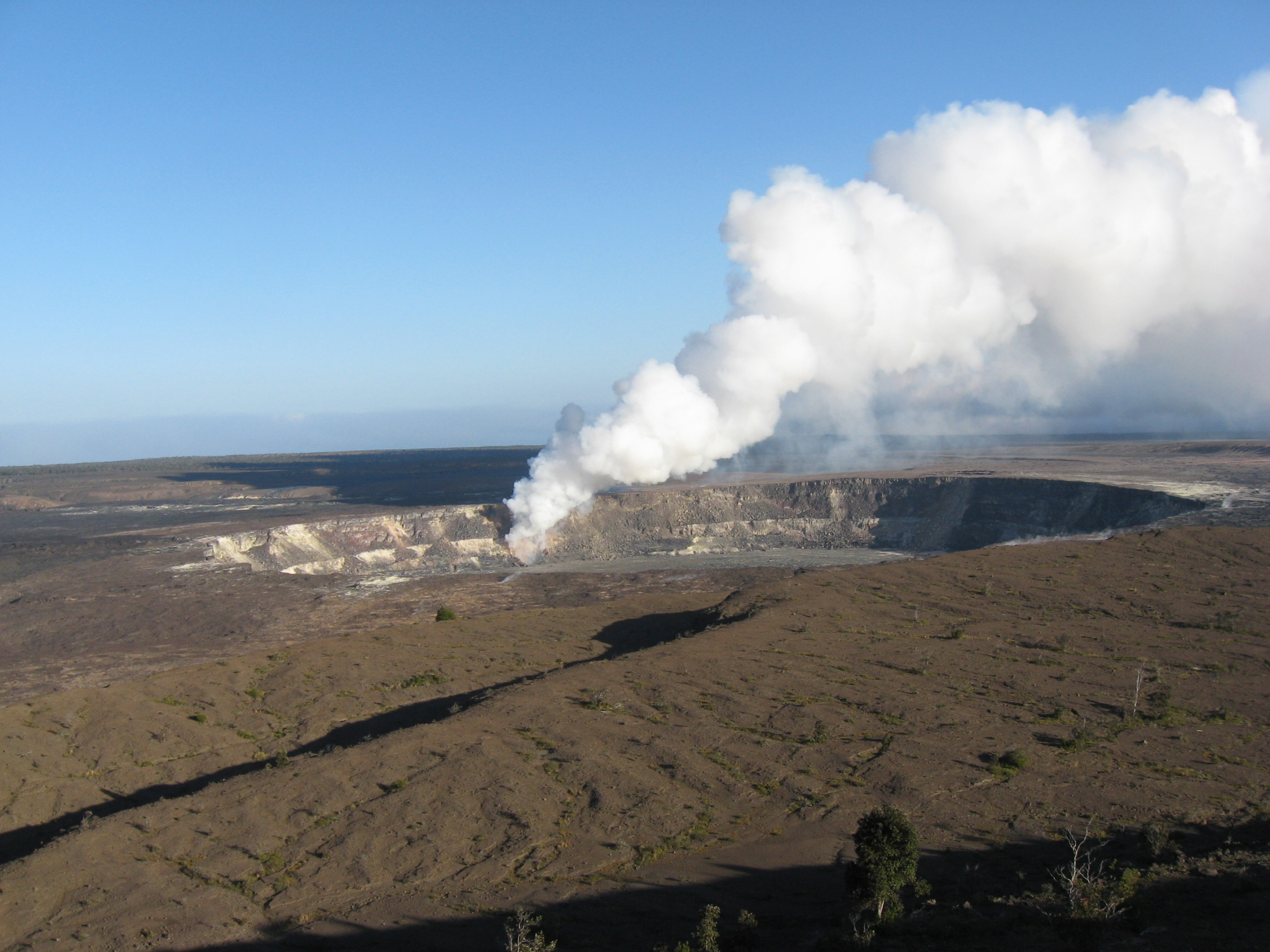
活火山であるキラウエア（2008年5月撮影）

最大寸法で、ハワイ島は差し渡しが150 km、10,432.5 km2の陸地面積を持ち、全ハワイ諸島を合わせた面積の62%を占める。島中央部にはマウナ・ケア（海抜4,205 m）とマウナ・ロア（海抜4,169 m）の2つの4000 m級火山がある。ギネスブックの認定によると、海洋底の基部から測った高さでは、マウナ・ケアが10,203 mで世界で最も高い山である。マウナケア山頂付近は、天候が安定し、空気が澄んでいることもあり、世界各国の研究機関が天文台を設置、日本の国立天文台が設置したすばる望遠鏡もここにある。また、山頂では常夏の島でありながら冬場には積雪も見られる。

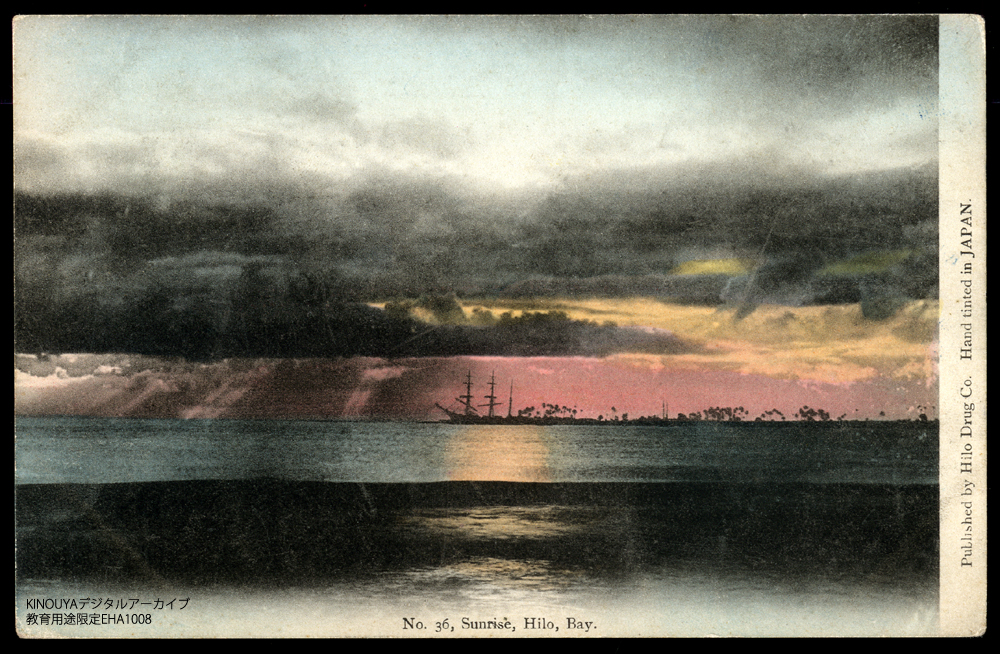
ヒロ絵葉書明治時代

マウナ・ロアとキラウエアは活火山であるため、ハワイ島は今でも成長し続けている。1983年1月から2002年9月までの間に、キラウエア火山からの熔岩流が海岸を海側に延ばしたことによって220 haの陸地が加えられた。現代にもいくつかの町がキラウエアの溶岩流によって破壊された。1960年にカポホ、1990年にカラパナとカイムーが破壊された。カラパナ地域には深いL字型の巨大な淡水プールがあって島では「女王の浴槽」と呼ばれていたが、1987年に熔岩によって流されてしまった。

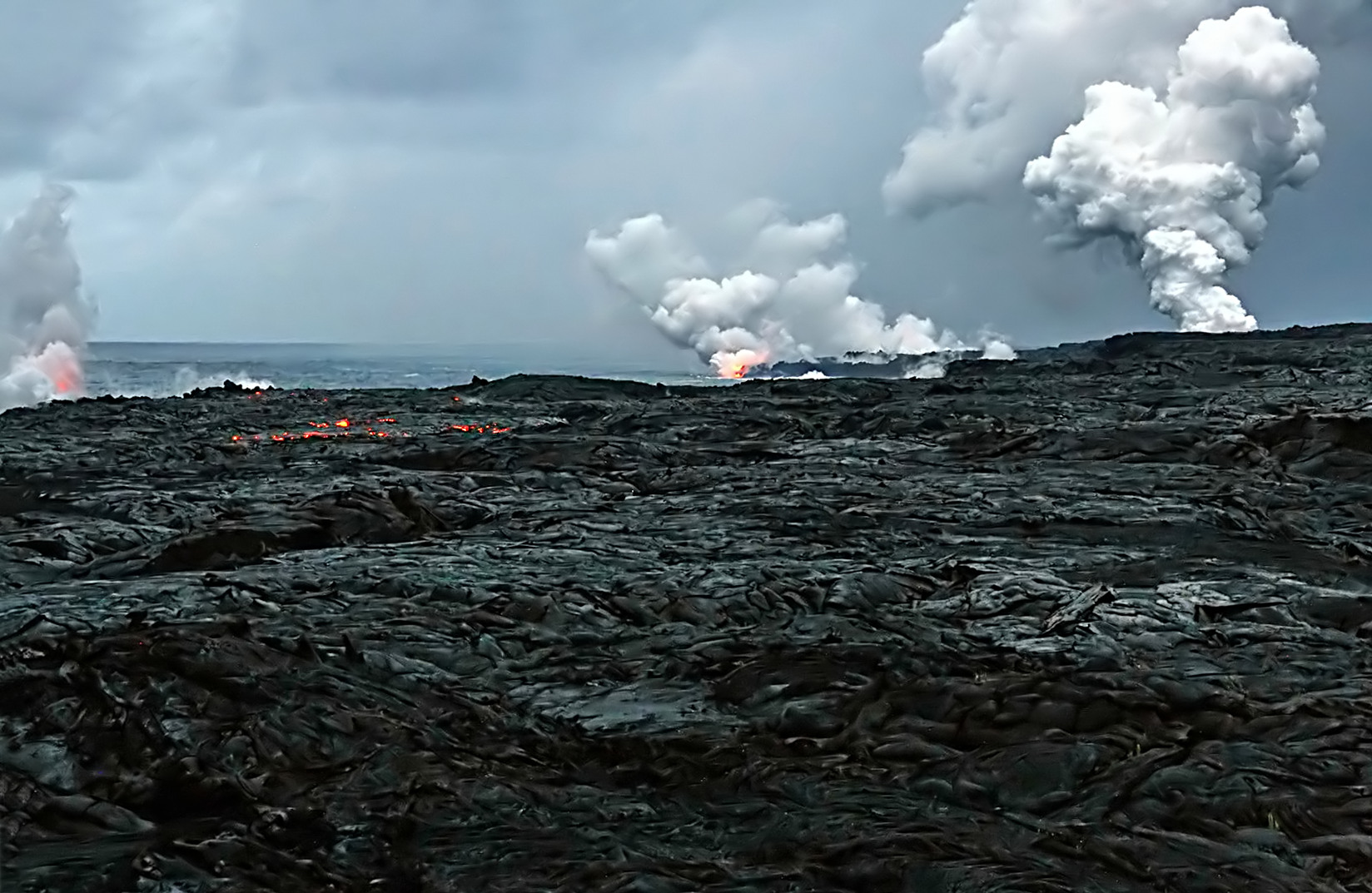
海へと流れるキラウエアの赤い熔岩から立ち上る蒸気（2008年4月撮影）

ハワイはハワイ弧状列島の最南端に位置し、アメリカ合衆国で最南端地点のカ・ラエ岬を含む。さらに南に行くと、最も近い着陸可能な島はライン諸島である。北にはマウイ島があり、アレヌイハラ海峡を挟んでハレアカラ（東マウイ火山）を見ることができる。
ハワイ島の南東岸から29 kmのところにはロイヒ海山と呼ばれる海底火山がある。ロイヒは太平洋の海面下975 mで活発な噴火を続けている。ロイヒは継続して火山活動を続け、ついに山頂が海水準を突き破り、その後に海面上でもキラウエアとつながり、ハワイ島にさらなる陸地領域を付加すると考えられている。このイベントは現在のところ数万年後の未来に起こると予言されている。
ヒリナ地滑り（グレート・クラックとも呼ばれる）は長さ13 km、幅18 m、深さ18 mの深い裂け目であり、ハワイ島のカウ地区にある。グレート・クラックはたくさんある一連の裂け目の一つであり、噴火によって形成された割れ目であって、実際には南西割れ目帯の延長である。しばしばこれらの割れ目は火山噴火の地点となり、ときには割れ目が深く大きく破砕されて島の塊を海に落下させることもある。
グレート・クラックがハワイ島の南麓が島の残りの部分から離れるように動いた結果と考える人もいる。推測に富む話では、ある日、もしかしたらすぐに、島の大きな塊が崩れ海洋へと落下し、巨大な津波と地震を引き起こす。これは実際にはおよそ1万年ごとに起こり、可能性の範疇の話ではない。他の人たちはグレート・クラックは島を分離させる断層ではなく、マグマが割れ目帯へ向かって押し進んでいるために地殻がわずかに離れるように動いた結果として、おそらく数万年前に造られたと考えている。グレート・クラックは継続して測定されていて道も通っているが、いかなる拡張の兆候も見せてないし、この地点で島がシフトしている様子もない。さらに、グレート・クラックの壁は相対する部分で完全に形が合っており、これがかつてつながっていた地面が広がったものであることを証明する。
グレート・クラックの近くからは12世紀にさかのぼる道、岩壁、および、考古学遺跡が見つかっている。これらの発見物の多くがフェンスの公園側にある。フェンスの向こう側の約7.90 km2の私有地が、特にこの領域にあるさまざまな遺跡とウミガメの棲息地を保護するために、ビル・クリントン大統領の時代に購入された。ところが、グレート・クラックの端近くはフェンスの外側の領域であり、公園の一部ではないにもかかわらず多くの考古学遺跡がある。
1823年、非常に流動的な熔岩流がグレート・クラックの10 kmにわたる部分から流れてきてそれを海まで運んだ。

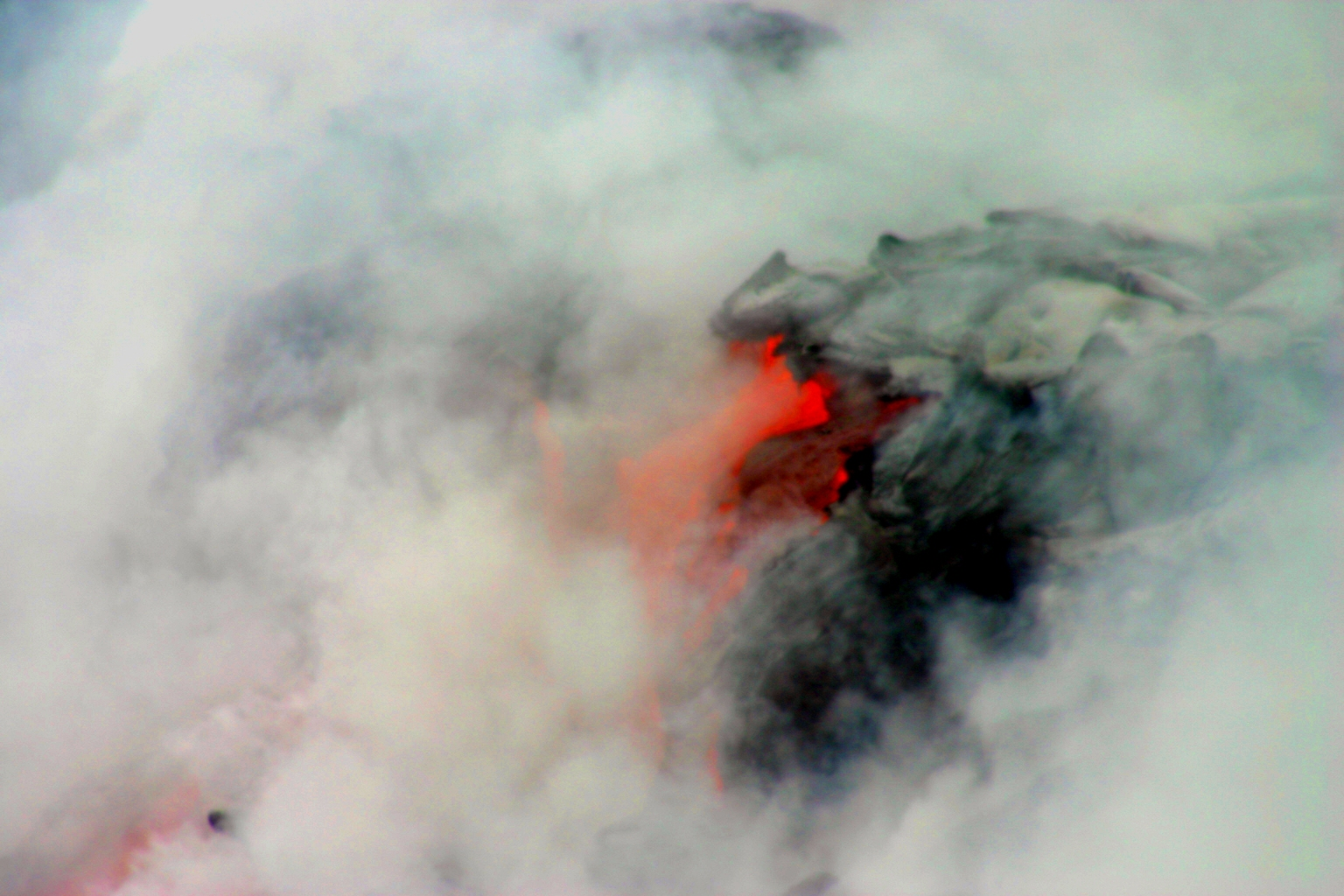
ハワイ火山国立公園で太平洋に流れ込む熔岩。島の面積を広げた。
2005年4月撮影。

1868年4月2日、この地域をマグニチュード7.25から7.75と推定される地震が襲い、ハワイ島の南東岸を揺らした。それはパハラから8 km北でマウナ・ロア斜面の地滑りを引き起こし31人の死者を出した。津波でさらに46人が命を落とした。プナルウ、ニノレ、カワア、ホヌアポ、および、ケアウホウ・ランディングなどの村が深刻な損害を被った。ある人の話によると、津波は「たぶん60フィート (18 m) の高さはあった、ココナッツの木のてっぺんを越えて襲ってきた。…（中略）… 津波が引くときに場所によっては4分の1マイル (400 m) の距離も内陸までが、家、男、女、ほとんど全ての動くものが海に持ってかれた」。
1975年11月29日、ヒリナ地滑りの幅60 kmの区画が海に向かって3 m崩落し、この崩れを8 m広げた。この移動はマグニチュード7.2の地震と高さ10 mの津波を引き起こした。プナルウに土台のある海に面した土地は洗い流された。ハナペで2人の死者と19人の怪我人が報告された。
ハワイ島の北東岸はチリおよびアラスカの地震が引き起こした津波の損害も被ってきた。ヒロの市街地は1946年（アリューシャン地震）と1960年（チリ地震）に深刻な損害を受け多くの死者を出した。ラウパホエホエだけでも16人の学校児童と5人の教師が1946年の津波で失われた。

## 気候
ハワイ諸島の気候は一般に風が東から西へ吹いており、ハワイ島も風上の（東側）は多雨地帯で、ハワイ州最長のワイルク川もここにあり、伝統的に農業が盛んで、同島最大の町ヒロがある。風下（西側）は乾燥地帯で、観光業の中心の町カイルア・コナがある。

## 姉妹都市・提携都市
姉妹都市
- 湯梨浜町（日本国 鳥取県）
1996年(平成8年)11月17日 姉妹都市提携（旧羽合町）
- 洲本市（日本国 兵庫県）
2000年(平成12年)11月21日 姉妹都市提携

## 地域
ハワイ島の伝統的な地域区分は6地区 (district) であったが、ヒロ、コナ、コハラ地区 (district) がノース（北）とサウス（南）に分けて現在は9つの地区からなる。
| 右地図の 番号 | 地区           | 面積 (mi2) | 人口 (2000) | 伝統的な 地区 | 地図                                  |
| ------------- | -------------- | ---------- | ----------- | ------------- | ------------------------------------- |
| 1             | プナ           | 499.45     | 31335       | プナ          | District subdivision of Hawaii County |
| 2             | サウス・ヒロ   | 394.38     | 47386       | ヒロ          | District subdivision of Hawaii County |
| 3             | ノース・ヒロ   | 370.65     | 1720        | ヒロ          | District subdivision of Hawaii County |
| 4             | ハマクア       | 580.50     | 6108        | ハマクア      | District subdivision of Hawaii County |
| 5             | ノース・コハラ | 132.92     | 6038        | コハラ        | District subdivision of Hawaii County |
| 6             | サウス・コハラ | 351.72     | 13131       | コハラ        | District subdivision of Hawaii County |
| 7             | ノース・コナ   | 489.01     | 28543       | コナ          | District subdivision of Hawaii County |
| 8             | サウス・コナ   | 335.38     | 8589        | コナ          | District subdivision of Hawaii County |
| 9             | カウ           | 922.22     | 5827        | カウ          | District subdivision of Hawaii County |
|               | ハワイ郡       | 4028.02    | 148677      | 6のモク       | District subdivision of Hawaii County |

- ヒロ

東部のヒロは、2000年度の国勢調査で人口40,759人と、ハワイ島で一番大きな都市であり、ノース・ヒロとサウス・ヒロに分かれている。州の中でも2番目に大きな都市で、ヒロはハワイ郡の郡庁所在地でもある。ヒロにはハワイ大学ヒロ校が設置されている。ハワイ大学ヒロ校は航海カヌー「ホクアラカイ (Hokualaka'i)」を運行するなど、先住ハワイ人文化の研究と教育の中心である。ヒロ国際空港があり、ハワイアン航空によるホノルル国際空港からの定期便も頻繁に運航されている。
- コナ

コナは西部に位置し、ノース・コナとサウス・コナに分かれている。ハワイ島で2番目に大きな都市であるカイルア・コナがある。国際線も発着するコナ国際空港があり、ハワイ島西岸に点在するビッグアイランドの多くのホテルへのゲートウェーである。
- プナ

東部に位置するプナは、ハワイ火山国立公園を有し、熔岩の潮だまりや熔岩樹型などが見られるほか、その恩恵を受けたサウナや温水池が特徴として挙げられる。
- カウ

南部に位置するカウには、アメリカ合衆国の最南端でもあるカ・ラエ（英語名：サウスポイント）がある。ポリネシア人が初めて上陸した地であり、「ハワイのすべての起源」として知られている。
- コハラ

ハワイ島北西に広がる地域で、ノース・コハラとサウス・コハラに分けられる。地質学的にハワイ島でもっとも古い地域であり、先史時代のヘイアウやペトログリフが数多く残されている。また、ハワイ王国の初代国王カメハメハ1世の生誕地でもあることから、地元住民からは神聖な地とされている。
- ハマクア

かつては砂糖産業プランテーションの中心地として栄えたハマクアは、ハワイ島北部に位置する地域である。

## 交通

### 地図

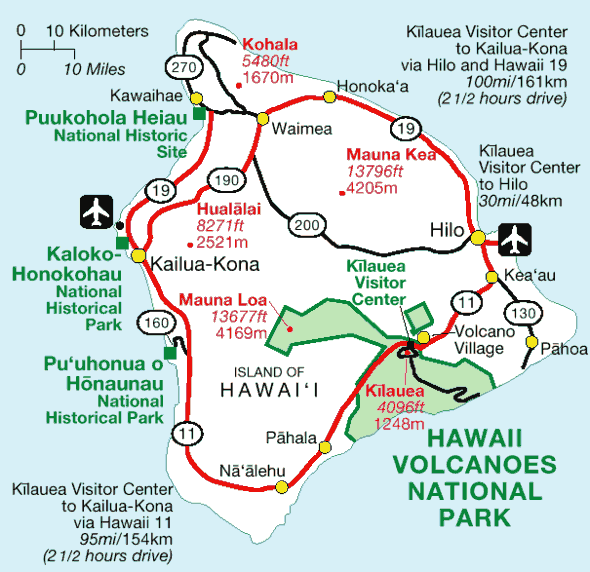
ハワイ島の山、都市、国立公園など
ハワイ島の地勢図

### 道路
島の東部にあるヒロと西部にあるカイルア・コナを結ぶ道路は2つある：
- 州道19 / 190号線（ワイメアを通る北周り）
- 州道11号線（ハワイ火山国立公園を通り南回り）

この他に、州道270号線（カワイハエからハヴィまで）、州道200号線（ヒロから島の中央のマウナロア・マウナケアの間を通りワイメアまで、以前はサドルロード (Saddle Road) と呼ばれていた）、サウスポイントロード（11号線からサウスポイントまで）などがある。
本数は少ないが、主要道路、主要地域を走るハワイ郡主催の公共交通機関の「ヘレオン・バス」（Hele-On bus）がある。。レンタカーは国際空港で借りることができ、米国の主要レンタカー会社がある。また、タクシーもある。

### 港
東海岸にヒロ港と西海岸にカワイハエ港があり、カワイハエ港の方がより喫水の深い船が接岸できる。クルーズ客船はヒロとカイルア・コナに寄り、カイルア・コナの港には桟橋だけがあり大型船は接岸できないため、沖合に停泊して、旅客はテンダーボート（はしけ）で上陸する。この他、ヨットや観光用の船を係留する小さな港は、カワイハエ港に隣接するヨットハーバー、カロコホノコハウ国立歴史公園に隣接するホノコハウ港などいくつかある。

### 空港
- エリソン・オニヅカ・コナ国際空港 (KOA)
- ヒロ国際空港 (ITO)
- ワイメア・コハラ空港 (MUE)
- ウポル空港

## 観光業

### 西海岸の主なホテル
北から南へ（プアコ、コハラコースト、ワイコロア・ビーチ、カウプレフ、カイルア・コナ、ケアウホウ、キャプテン・クック）
- マウナケア・ビーチ・ホテル（Mauna Kea Beach Hotel、プアコ Puako）
- ハプナビーチ・プリンスホテル → ウェスティン・ハプナビーチ・リゾート[10]（同上）

- フェアモント・オーキッド・ホテル（The Fairmont Orchid、同上）
- マウナ・ラニ・ベイ・ホテル（同上）
- クラシック・リゾート・アット・マウナラニ（同上）

- ヒルトン・ワイコロア・ビレッジ（Hilton Waikoloa Village、ワイコロア・ビーチ）
- ワイコロア・ビーチ・マリオット（同上）
- ワイコロア・コロニー・ヴィラズ（同上）
- アウトリガー・フェアウェー・ヴィラズ（同上）
- アストン・ショアーズ・アット・ワイコロア（同上）

- フォーシーズンズ・リゾート・フアラライ（カウプレフ Kaupulehu）

- キングカメハメハ・コナビーチ・ホテル（カイルア・コナ）
- ロイヤル・コナ・リゾート（同上）

- シェラトン・コナ・リゾート&スパー・ケアウホウベイ（ケアウホウ Keauhou）
- アウトリガー・ケアウホウ・ビーチ・リゾート（同上、2016年閉鎖）

- マナゴ・ホテル（キャプテン・クック Captain Cook）

### 東海岸の主なホテル
北から南へ（ヒロ、ボルケーノ地区）
- グランド・ナニロア・ホテル - A Double Tree by ヒルトン
- ヒロ・ハワイアン・ホテル
- アンクル・ビリーズ・ヒロ・ベイ・ホテル
- ヴォルケーノ・ハウス

### 観光地

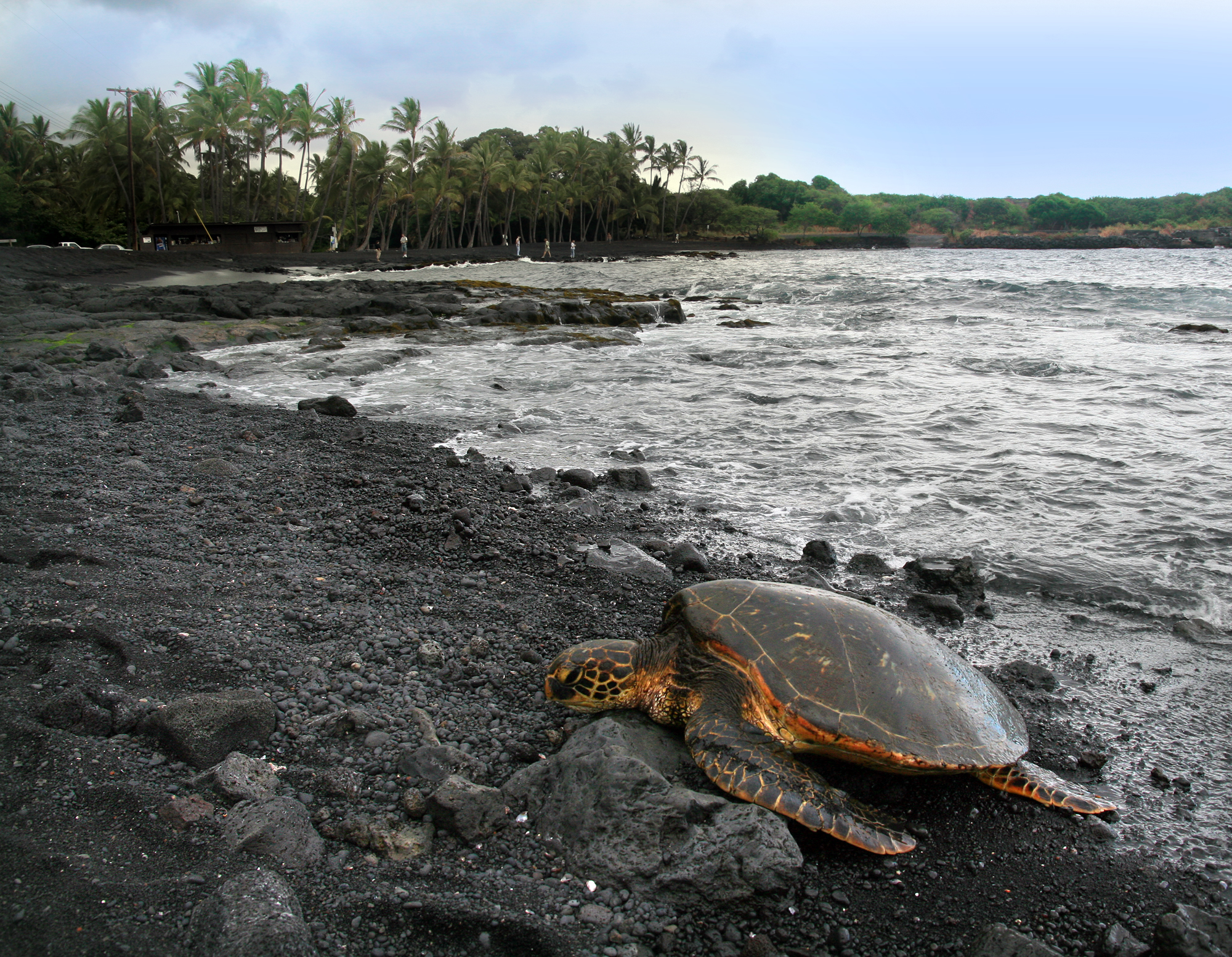
アオウミガメが産卵するプナルウ黒砂海岸

#### 北方面
- ハヴィの街並み
- モオキニ・ヘイアウ

#### 東方面
- アカカ滝州立公園
- ハワイ熱帯植物園
- イミロア天文学センター
- レインボーフォールズ
- ハワイ火山国立公園：活火山 キラウエア、マウナロア、プナルウ黒砂海岸（英語版）、溶岩洞を含む。
- メリー・モナーク・フェスティヴァル (毎年6月)
- ワイピオ渓谷

#### 南方面
- サウスポイント：全米50州の最南端にある岬

#### 西方面
- プウコホラ・ヘイアウ
- カロコホノコハウ国立歴史公園
- オニズカ・スペースセンター
- キングズ・トレイル
- コナコーヒー・ベルト
- アリイ通り：カマカホヌ、フリヘエ宮殿、モクアイカウア教会など
- アイアンマン・トライアスロン世界選手権大会 (毎年10月)

#### 中央部
- マウナケア天文台群
- オニズカ情報ステーション
- プウ・フルフル (ハワイ州道200号線)
- パーカー牧場
- W・M・ケック天文台本部事務所（開放日）
- 教会並び公園（ワイメア桜伝統祭り）